# Largo (música)
Largo es un término musical que hace referencia a la indicación de tempo más lenta de la música clásica.